# Vaga blackburni
Vaga blackburni is een vlinder uit de familie van de Lycaenidae. De wetenschappelijke naam van de soort is voor het eerst geldig gepubliceerd in 1878 door Tuely.